# Fluotraceno
Fluotraceno (SKF-28,175) é um fármaco com estrutura tricíclica que possui efeitos antidepressivos e antipsicóticos.  Possui um perfil farmacológico semelhante aos antidepressivos tricíclicos trimipramina e amoxapina, que também podem ser usados para o tratamento tanto da depressão e a psicose. Acredita-se que tal dualidade seria vantajosa no tratamento da esquizofrenia, já que a depressão está frequentemente em comorbidade com a esquizofrenia (isto é, seus sintomas negativos), e os antipsicóticos podem piorar tais sintomas. No entanto, o fluotraceno nunca foi comercializado.